# Persone di nome Quinto
| Questa pagina contiene informazioni ricavate automaticamente dalle voci biografiche con l'ausilio del template Bio e di un bot. L'aggiornamento è periodico e automatico e ricostruisce completamente la pagina. Se manca una persona in questa lista, sei pregato di non aggiungerla, ma accertati piuttosto che la sua voce biografica contenga il template Bio e che i dati anagrafici siano correttamente compilati. Se il template Bio manca, inseriscilo tu stesso o, in alternativa, metti l'avviso {{tmp\|Bio}} che ne segnala la mancanza. Se i dati riportati sono sbagliati, correggi direttamente la voce biografica; le modifiche saranno visibili in questa lista entro pochi giorni. Per chiarimenti vedi il progetto antroponimi. La lista contiene solo le 205 persone che sono citate nell'enciclopedia e per le quali è stato implementato correttamente il template Bio. Pagina aggiornata al 23 mag 2025. |

Questa è una lista di persone presenti nell'enciclopedia che hanno il nome Quinto, suddivise per attività principale.

## Attori(2)
- Quinto Parmeggiani, attore italiano (Bologna, n. 1926 - Bologna, † 2018)
- Quinto Roscio Gallo, attore romano (Lanuvio - Roma, † 62 a.C.)

## Calciatori(3)
- Quinto Bertoloni, calciatore e allenatore di calcio italiano (Avenza, n. 1927 - Lido di Camaiore, † 2010)
- Quinto Miotti, calciatore italiano (Torino, n. 1901 - Torino, † 1985)
- Quinto Rosso, calciatore italiano (Genova, n. 1905 - Genova, † 1981)

## Cantautori(1)
- Quinto Ferrari, cantautore italiano (Bologna, n. 1907 - † 1995)

## Condottieri(1)
- Quinto Poppedio Silone, condottiero (Milonia - Teanum Apulum, † 88 a.C.)

## Drammaturghi(1)
- Quinto Novio, commediografo latino

## Filosofi(3)
- Aruleno Rustico, filosofo e politico romano (n. 35 - Roma, † 93)
- Quinto Giunio Rustico, filosofo e politico romano (n. 100 - † 170)
- Quinto Sextio, filosofo romano

## Funzionari(1)
- Quinto Vitellio, questore romano (Nuceria Alfaterna)

## Generali(4)
- Quinto Titurio Sabino, generale romano
- Quinto Atrio, generale romano
- Quinto Fabio Massimo Rulliano, generale romano
- Quinto Servilio Cepione, generale romano

## Giornalisti(1)
- Quinto Tosatti, giornalista e politico italiano (San Felice sul Panaro, n. 1890 - Roma, † 1960)

## Giuristi(3)
- Quinto Elio Tuberone, giurista, scrittore e politico romano (n. 74 a.C.)
- Quinto Mucio Scevola, giurista e politico romano (n. 140 a.C. - † 82 a.C.)
- Cervidio Scevola, giurista romano († 207)

## Grammatici(3)
- Quinto Cecilio Epirota, grammatico e critico letterario romano (Tusculum)
- Quinto Remmio Palemone, grammatico romano (Vicenza - † 65)
- Quinto Terenzio Scauro, grammatico romano

## Imperatori(1)
- Erennio Etrusco, imperatore romano (Abrittus, † 251)

## Magistrati(9)
- Quinto Plauzio, magistrato e senatore romano
- Quinto Sanquinio Massimo, magistrato, senatore e militare romano (Germania inferiore, † 46)
- Quinto Terenzio Culleone, magistrato e senatore romano
- Quinto Fuzio Lusio Saturnino, magistrato e senatore romano
- Quinto Ostorio Scapula, magistrato e senatore romano
- Quinto Curzio Rufo, magistrato e senatore romano (Africa)
- Quinto Sulpicio Camerino, magistrato e senatore romano († 67)
- Quinto Allio Massimo, magistrato e senatore romano
- Quinto Cecina Primo, magistrato e senatore romano

## Militari(20)
- Quinto Ascione, militare italiano (Cervia, n. 1919 - Jagodnij, † 1942)
- Quinto Cecilio Basso, militare romano
- Quinto Cedicio, militare romano
- Quinto Petilio Ceriale, militare romano
- Quinto Labieno, militare romano († 39 a.C.)
- Quinto Emilio Leto, militare romano (Thaenae - Roma, † 193)
- Quinto Ligario, militare romano (Roma)
- Quinto Lollio Urbico, militare e funzionario berbero
- Quinto Petronio Modesto, militare romano (Tergeste)
- Quinto Pedio, militare e politico romano († 43 a.C.)
- Quinto Fabio Massimo, militare e politico romano († 45 a.C.)
- Quinto Nevio Cordo Sutorio Macrone, militare e politico romano (Alba Fucens, n. 21 a.C. - † 38)
- Quinto Azio Varo, militare romano
- Quinto Laronio, militare romano (Vibo Valentia)
- Quinto Apronio, militare romano
- Quinto Lollio, militare romano (n. 162 a.C.)
- Quinto Dellio, militare e storico romano
- Quinto Didio, militare e politico romano
- Quinto Velanio, ufficiale romano
- Quinto Veranio Nipote, militare romano († 57)

## Partigiani(1)
- Quinto Bevilacqua, partigiano italiano (Molinella, n. 1916 - Torino, † 1944)

## Pittori(2)
- Quinto Cenni, pittore e illustratore italiano (Imola, n. 1845 - Carate Brianza, † 1917)
- Quinto Pedio, pittore romano

## Poeti(5)
- Quinto Ennio, poeta, drammaturgo e scrittore romano (Rudiae, n. 239 a.C. - Roma, † 169 a.C.)
- Quinto Lutazio Catulo, poeta romano († 87 a.C.)
- Quinto Orazio Flacco, poeta romano (Venosa, n. 65 a.C. - Roma, † 8 a.C.)
- Quinto Smirneo, poeta greco antico (Smirne)
- Trabea, poeta e commediografo romano

## Retori(2)
- Quinto Ortensio Ortalo, oratore e avvocato romano (n. 114 a.C. - Roma, † 50 a.C.)
- Quinto Aurelio Simmaco, oratore, politico e scrittore romano (Roma)

## Scrittori(3)
- Quinto Gargilio Marziale, scrittore romano
- Quinto Sereno Sammonico, scrittore e poeta romano († 212)
- Quinto Settimio Fiorente Tertulliano, scrittore romano (Cartagine)

## Scultori(2)
- Quinto Ghermandi, scultore italiano (Crevalcore, n. 1916 - San Lazzaro di Savena, † 1994)
- Quinto Martini, scultore, pittore e poeta italiano (Seano, n. 1908 - Firenze, † 1990)

## Senatori(9)
- Quinto Cecilio Metello Pio Scipione Nasica, senatore e militare romano (Tapso, † 46 a.C.)
- Quinto Aiacio Modesto Crescenziano, senatore romano († 228)
- Quinto Curio, senatore romano
- Quinto Mecio Leto, senatore romano
- Quinto Opimio, senatore romano
- Quinto Pompeio Sosio Falcone, senatore romano (Sicilia)
- Quinto Servilio Pudente, senatore romano
- Quinto Aurelio Simmaco, senatore romano
- Quinto Tineio Sacerdote, senatore romano

## Storici(5)
- Quinto Antonelli, storico e scrittore italiano (Rovereto, n. 1952)
- Quinto Asconio Pediano, storico e grammatico romano (Padova - † 76)
- Quinto Claudio Quadrigario, storico romano
- Quinto Curzio Rufo, storico romano
- Quinto Santoli, storico e bibliotecario italiano (Sambuca Pistoiese, n. 1875 - Pistoia, † 1959)

## Umanisti(1)
- Quinto Mario Corrado, umanista italiano (Oria, n. 1508 - Oria, † 1575)

## Senza attività specificata(6)
- Quinto Tineio Clemente, romano
- Quinto Fulvio Flacco, romano
- Quinto Gallio, romano
- Quinto Marcio Filippo, romano
- Quinto Servilio Prisco Fidenate, romano
- Quinto Salvidieno Rufo Salvio, romano († 40 a.C.)